# Canaan Banana
Canaan Sodindo Banana (Esigodini, 5 de març de 1936 - Londres, 10 de novembre de 2003) va ser un polític zimbabuès, primer president de Zimbàbue del 18 d'abril de 1980 fins al 31 de desembre de 1987. Ministre metodista, va ocupar l'oficina de la presidència en gran manera, mentre que el seu eventual successor, Robert Mugabe, actuava com a primer ministre de Zimbàbue.
També va ser diplomàtic de l'Organització per a la Unitat Africana i va dirigir el departament religiós de la Universitat de Zimbàbue. La seva vida posterior va ser complicada perquè va ser acusat de sodomia, un delicte a Zimbàbue, que ell va negar i per la qual cosa més tard va ser empresonat.

## Primers anys
Banana va néixer el 1936 a la zona comunal d'Esiphezini, prop d'Essexvale (ara Esigodini), Rhodèsia del Sud. La seva mare era matabele culturalment i el seu pare, un sotho que havia emigrat a Rhodèsia. Va ser educat per missioners en una escola local i després va estudiar en un institut de formació de professors.
Es va casar amb Janet Mbuyazwe el 1961, i van tenir quatre fills: Michael Thabo, Nathan Sipho, Martin Mhambi Salaam i Nobuhle Beauty. Va obtenir un diploma en teologia al Col·legi Teològic Epworth a Salisbury i va ser ordenat com a ministre de l'Església Metodista Unida el 1962. Va ser alumne del Wesley Theological Seminary de Washington DC el 1974 i el 1975. Es va començar a involucrar en la política i va denunciar les pràctiques d'Ian Smith com a primer ministre. Va participar en els moviments ideoreligiosos d'alliberament negre i va arribar a ser vicepresident del Consell Nacional Africà.
Va escriure un llibre titulat The Gospel According to the Ghetto, i una versió personalitzada del Parenostre.

## Presidència de Zimbàbue
Quan molts membres del Consell van ser detinguts a finals dels anys 60, Banana i la seva família van fugir als Estats Units i no van tornar fins al 1975. Banana també va ser arrestat de tornada, però va ser alliberat un any més tard i posat en arrest domiciliari. Després va poder participar en els plans d'Abel Muzorewa per al país. No obstant això, va abandonar aquest projecte i es va unir a la Unió Nacional Africana de Zimbàbue (ZANU), liderada per Robert Mugabe, que es va dedicar a enderrocar l'administració de Smith. Tornant a Rhodèsia el desembre de 1976, Banana va ser detingut una vegada més pel seu suport a la ZANU; després del nomenament de Christopher Soames com a governador britànic, va ser alliberat de la presó.
Amb la nova constitució del país, Banana es va convertir en el primer president el 1980. El 1982 es va aprovar una llei que prohibia als ciutadans fer broma sobre el seu nom. El 1987 Mugabe va assumir majoritàriament el seu càrrec i es va convertir en president executiu. Banana es va convertir en diplomàtic de l'Organització per a la Unitat Africana i cap del departament religiós de la Universitat de Zimbàbue. Va exercir un paper destacat a l'hora d'unir els dos principals grups independentistes, la ZANU i la Unió del Poble Africà de Zimbàbue (ZAPU), que es van fusionar el 1988 en la Unió Nacional Africana de Zimbàbue - Front Patriòtic.

## Càrrecs per sodomia i empresonament
El 1997 Banana va ser detingut a Zimbàbue acusat de sodomia, després de les acusacions fetes durant el judici per assassinat al seu antic guardaespatlles, Jefta Dube. El policia havia disparat de mort a Patrick Mashiri, un agent que s'havia rigut d'ell per ser "la dona homosexual de Banana". El fiscal va assegurar que Banana havia usat el seu poder presidencial per "obligar" nombrosos homes (des del personal domèstic fins als guàrdies de seguretat, fins i tot els membres d'equips esportius per als quals havia actuat com a àrbitre) a acceptar relacions sexuals. Banana va ser declarat culpable d'onze càrrecs de sodomia, intent de sodomia i "assalt indecent" el 1998. Va negar tots els càrrecs, afirmant que l'homosexualitat era "desviada, abominable i equivocada", i que les acusacions formulades contra ell eren "mentides patològiques" destinades a destruir la seva carrera política. Janet Banana va acceptar més tard la suposada homosexualitat del seu marit, tot i que considerava que els càrrecs contra ell eren motivats políticament.
Va fugir cap a Sud-àfrica quan va ser posat en llibertat sota fiança abans que pogués ser empresonat, aparentment creient que Mugabe planejava la seva mort. Va tornar a Zimbàbue el desembre de 1998, després d'una reunió amb Nelson Mandela, que el va convèncer a fer front a la decisió. Banana va ser sentenciat el 18 de gener de 1999 a deu anys de presó, a nou anys de suspensió i va ser expulsat del sacerdoci. Va complir sis mesos en una presó oberta abans de ser alliberat el gener de 2001. La seva esposa va demanar asil polític al Regne Unit l'octubre de 2000, en virtut d'un acord preexistent. El seu fill Michael Thabo i llur esposa Caroline Banana van ser objecte del documental de la BBC Britain on the Fiddle (2013), sobre el frau de l'estat al Regne Unit.

## Mort
El 10 de novembre de 2003, Banana va morir de càncer a Londres, segons un informe presentat per l'Alt Comissionat de Zimbàbue. El diari londinenc The Guardian va assegurar que Banana havia viatjat a Sud-àfrica, on hauria morir, per rebre el tractament adequat per al seu càncer; tanmateix, aquesta afirmació es basa en evidències testimonials no corroborades. Va ser enterrat a Zimbàbue a finals de novembre de 2003. El president Robert Mugabe el va anomenar "un estrany regal a la nació" en un missatge radiofònic. Banana va ser enterrat sense els honors plens que tradicionalment estan reservats per als excaps d'estat. El secretari d'Informació i Publicitat del Politburó, Nathan Shamuyarira, va dir a la ràdio estatal que "no podien permetre's l'estatus d'heroi de Banana com una qüestió de principis".